# هولدن هایتس (فلوریدا)
هولدن هایتس (به انگلیسی: Holden Heights) یک منطقهٔ مسکونی در ایالات متحده آمریکا است که در شهرستان اورنج، فلوریدا واقع شده‌است. هولدن هایتس ۳٫۸ کیلومتر مربع مساحت و ۳٬۶۷۹ نفر جمعیت دارد و ۲۹ متر بالاتر از سطح دریا قرار دارد.